# Thouars-sur-Arize
Thouars-sur-Arize (okzitanisch Toars) ist eine französische Gemeinde mit 40 Einwohnern (Stand 1. Januar 2022) im Département Ariège in der Region Okzitanien (zuvor Midi-Pyrénées); sie gehört zum Arrondissement Saint-Girons und zum Kanton Arize-Lèze.

## Lage
Thouars-sur-Arize liegt beim Fluss Arize im Norden des Départements Ariège. Nächstgelegene Stadt ist das etwa 31 Kilometer (Luftlinie) ostsüdöstlich gelegene Pamiers; die Großstadt Toulouse ist knapp 70 Kilometer in nördlicher Richtung entfernt. Die Gemeinde liegt im Massif du Plantaurel.
Die Gemeinde besteht aus dem Dorf Thouars-sur-Arize, dem Weiler (hameau) Cravarès sowie einigen Einzelgehöften.

## Geschichte
Eine heute verschwundene erste Kirche (Saint Jean Baptiste, auch Saint-Jean de Marivals) wurde im 11. Jahrhundert in einem Kirchendokument erwähnt. 1234 wurde ein Edelmann namens Vaux als Verwalter von Thouars im Namen der Grafen von Foix genannt. Ein (untergegangenes) Schloss wurde als Besitz der Grafen von Foix im Jahr 1263 aufgelistet. Im Mittelalter gehörte der Ort zur Grafschaft Foix. Verwaltet wurde er von der Adelsfamilie Foix-Rabat von der Kastlanei Le Mas-d’Asil aus. Die Gemeinde gehörte von 1793 bis 1801 zum District Mirepoix-Pamiers. Zudem war sie von 1793 bis 1801 Teil des Kantons Daumazan und von 1801 bis 2015 Teil des Kantons Le Mas d’Azil (1793–1801 unter dem Namen Kanton Mas d’Azis).

## Bevölkerungsentwicklung
| Jahr                       | 1962 | 1968 | 1975 | 1982 | 1990 | 1999 | 2010 | 2019 |
| Einwohner                  | 48   | 44   | 59   | 37   | 39   | 50   | 53   | 47   |
| Quellen: Cassini und INSEE |      |      |      |      |      |      |      |      |

Im 19. Jahrhundert zählte der Ort meist über 100 Einwohner. Die zunehmende Mechanisierung der Landwirtschaft führte zu einem kontinuierlichen Absinken der Einwohnerzahlen bis auf die Tiefststände am Ende des 20. Jahrhunderts.

## Sehenswürdigkeiten
- Dorfkirche Saint-Jean-Baptiste
- zwei Wegkreuze